# Eaux de source de Vichy
Les Eaux de source de Vichy, ou Eaux de Vichy, sont des eaux thermales à Vichy (Allier) et dans les alentours issues de neuf sources.

## Description

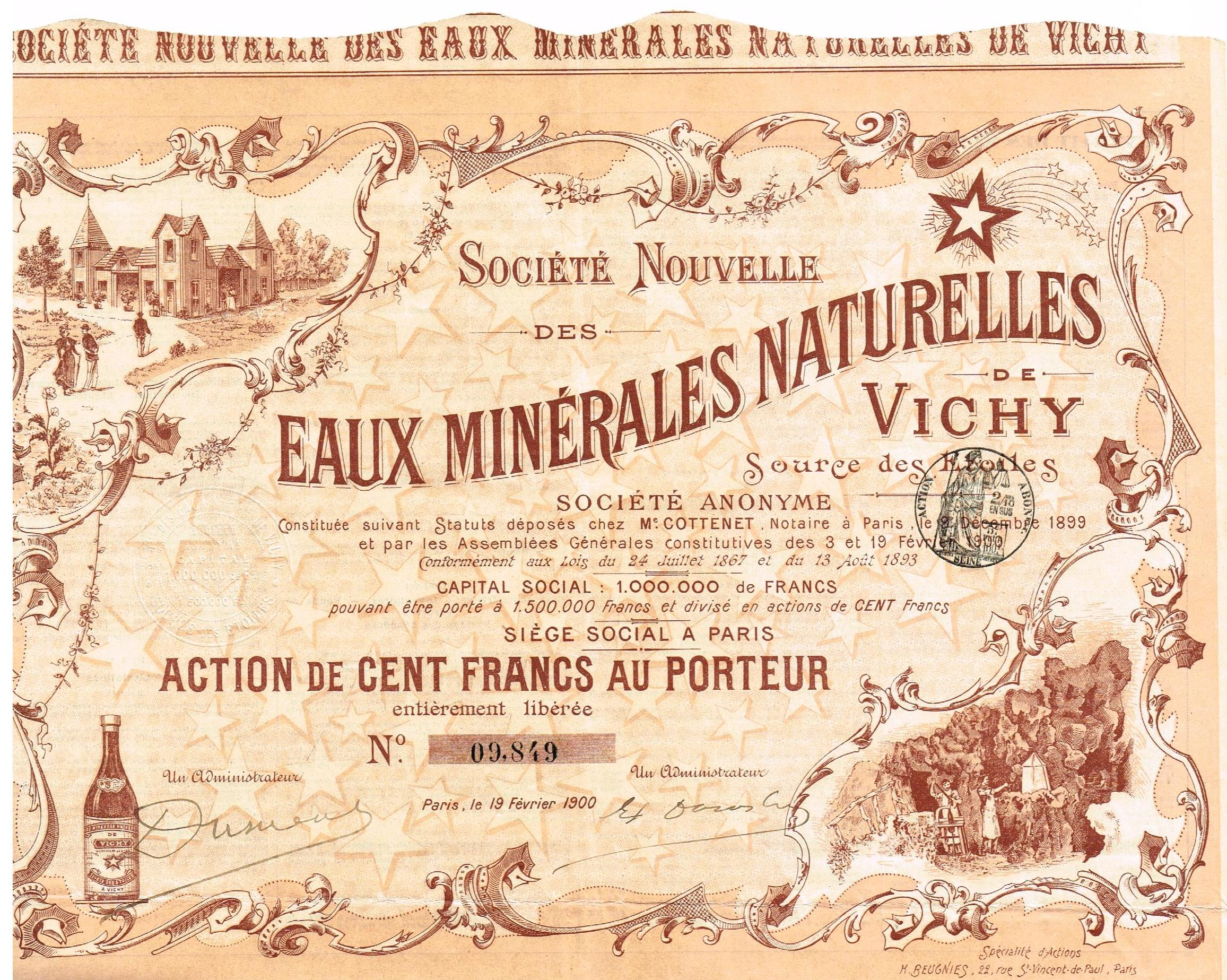
Action de la Soc. Nouvelle des Eaux minérales naturelles de Vichy en date du 19 février 1900.

Ce sont des eaux de pluie d'infiltration qui rentrent en contact avec les roches volcaniques et se chargent en gaz carbonique, en minéraux et en oligo-éléments. Elles appartiennent à la famille des eaux thermales bicarbonatées sodiques carbogazeuses.
Neuf sources situées dans un périmètre de protection sont exploitées par la Compagnie de Vichy. La source Dubois n'est plus exploitée et la source du Parc est intermittente.

## Historique
Les eaux thermales de Vichy, ville nommée Aquis Calidis dans la Table de Peutinger, une copie du XIIIe siècle d'une carte romaine, étaient déjà connues à l'époque de la Tène (de 450 av. J.-C. à 25 av. J.-C.). Saccagées au cours des attaques barbares en Gaule entre le IIe et le VIe siècle, les eaux de Vichy sortent de l'oubli en 1679 par l'intendant et médecin Claude Fouet[source insuffisante]. Madame de Sévigné et plus tard les sœurs du roi Louis XV, Mesdames Adélaïde et Victoire, mettent Vichy à la mode[source insuffisante].
En 1790, le bien de l'ancien domaine royal est nationalisé. L'exploitation est confiée à la Compagnie fermière de Vichy. Au XIXe siècle, sous Napoléon III, les sources commencent à être répertoriées et protégées. Le premier périmètre du bassin de Vichy est créé en 1861.
Le développement de l'activité d'embouteillage entraîne de nombreux forages dont les derniers sont effectués dans la commune de Saint-Yorre. Le décret de 1930 protégeant les sources déclarées d'intérêt public dont Saint-Yorre met fin à la multiplications des points de captage.

## Sources
Les six principales sources d'eau minérale de Vichy sont classées en deux catégories : sources chaudes et sources froides. En dehors de la source du Parc, ces sources sont gérées par la Compagnie de Vichy.
| Illustration          | Source et explications | Température     |
| Sources chaudes       | Sources chaudes | Sources chaudes |
| --------------------- | --- | --------------- |
| Source Chomel.        | La source Chomel doit son nom au médecin qui la fit aménager en 1750. | 43 °C           |
| Source Grande Grille. | La source Grande Grille doit son nom à une grille qui en interdisait autrefois l'accès au bétail. Elle était utilisée en buvette en 1734 et rejoint le hall des Sources en 1903.                                         | 39 °C           |
| Source de l'Hôpital.  | La source de l'Hôpital jaillit derrière le Casino, près de l'endroit où se trouvait le premier hôpital de la ville. | 34 °C           |
|                       | |                 |
| Sources froides       | |                 |
| Source Lucas.         | La source Lucas est nommée ainsi en souvenir du baron Lucas, un médecin inspecteur qui acheta la source au nom de l'État, au début du XIXe siècle. Elle a porté plusieurs noms, comme la « source des Galeux ».          | 27 °C           |
|                       | La source du Parc jaillit dans le Parc des Sources. Elle a porté plusieurs noms. Elle apparaît en 1844 et devient intermittente en 1850.                                                                                 | 23,8 °C         |
| Source des Célestins  | La source des Célestins doit son nom à un ancien couvent fondé en 1410, dont il reste quelques vestiges situé juste au dessus de la source. Le pavillon abritant la source est inscrit aux Monuments historiques.        | 22 °C           |
| Source Vichy Dubois   | La source Dubois se situait non loin de la source des Célestins, en bordure du Vieux Vichy. Elle était la plus froide des sources de Vichy. Plus exploitée à ce jour, la médiathèque de la ville occupe son emplacement. | 11 °C           |

## Commercialisation
Deux eaux (Saint-Yorre et Vichy Célestins) et des sels minéraux de Vichy sont commercialisées internationalement.
L'eau de source de Vichy, en tant que source de sels minéraux, entre également dans la composition des pastilles Vichy et des produits cosmétiques Vichy.
L'eau de Vichy Saint-Yorre, nom commercial de la « Royale France », est captée dans le département de l'Allier à Saint-Yorre, Mariol et Hauterive et dans celui du Puy-de-Dôme à Saint-Sylvestre-Pragoulin et Saint-Priest-Bramefant. Celle de Vichy Célestins est captée à la source du même nom, à Vichy même, boulevard Kennedy.